# Задорнов Михайло Миколайович
Миха́йло Микола́йович Задо́рнов (рос. Михаил Николаевич Задорнов; * 21 липня 1948, Юрмала, Латвійська РСР, СРСР — пом. 10 листопада 2017, Москва, Росія) — радянський і російський письменник-сатирик, драматург, гуморист, актор, комік, українофоб, пропагандист. Лауреат премії Ленінського комсомолу, член Спілки письменників Росії. Автор близько десяти книг, серед яких ліричні та сатиричні оповідання, гуморески, нариси, п'єси та подорожники. Син письменника Миколи Задорнова. Відомий публічними шовіністичними антизахідними та антиукраїнськими висловлюваннями та псевдонауковими «дослідженнями», які неодноразово критикувались і не визнавались науковим суспільством. Підписав колективне звернення «Діячі культури Росії — на підтримку позиції Президента по Україні та Криму».
Згідно з оприлюдненим 1 квітня 2019 року опитуванням Всеросійського центру вивчення громадської думки, Михайло Задорнов посів перше місце серед улюблених росіянами гумористів.

## Біографія
Батько — Задорнов Микола Павлович (1909—1992), радянський письменник, заслужений діяч культури Латвійської РСР (1969), лауреат Сталінської премії за роман «Амур-Батечко» (1952). Мати — Олена Мельхіорівна Задорнова (до шлюбу Матусевич).
Закінчив ризьку середню школу № 10. Зауважив в одному зі своїх виступів, що вперше вийшов на сцену в другому класі, граючи Ріпку з однойменної казки. Причому «витягався так елегантно, що кричали „Біс, браво!“ Мовляв, витягніть його ще раз!»
1974 року закінчив Московський авіаційний інститут за спеціальністю інженер-механік. У 1974–1978 роках працював на кафедрі МАІ 204 «Авіаційно-космічна теплотехніка» інженером, згодом — провідним інженером.
Почав друкуватися в 1974 році. У 1970-ті-1980-ті — режисер-постановник студентського театру МАІ «Росія». З колективом агіттеатру об'їхав усі куточки СРСР, нагороджений премією Ленінського комсомолу.
1984–1985 року — завідувач відділу сатири та гумору в журналі «Юність».
Дебютував на ТБ з монологом «Лист студента додому» 1982 року, однак справжня популярність прийшла до нього за два роки, коли він прочитав своє оповідання «Дев'ятий вагон». Оповідання і мініатюри Задорнова виконували багато артистів, а, починаючи з 90-х, він і сам виконував свої твори. Задорнов був співавтором передач «Аншлаг», «Сміхопанорама», «Сатиричний прогноз», «Дочки-матері». 1992 року був членом журі Вищої ліги КВК на двох чвертьфіналах. 1998 року був членом журі фестивалю Горлаючий КіВіН у рідній Юрмалі.
Починаючи з 1990 року, у світ виходять книжки Задорнова «Не розумію», «Кінець світу», «Повернення», одноактна п'єса «Сучасні люди», весела п'єса для сумного кіно «Кофтинка», чотирьохтомник «Велика країна з непередбаченим минулим», «Ми всі з Чі-Чі-Чі-Пі», «Крихітні зірки», «Задоринки». У цей же час за мотивами його п'єси «Сучасні люди» на Одеській кіностудії знятий фільм «Хочу вашого чоловіка» (1992), де він зіграв роль Андрія.
Михайло Задорнов — лауреат премій «Золоте теля» й «Овація».
Саме Задорнов вітав країну (тоді вже Росію) 31 грудня 1991 року в новорічному зверненні замість президента. У своєму виступі Задорнов так захопився, що через нього затримали трансляцію бою курантів.
1993 року Задорнов отримав квартиру в «номенклатурному будинку» для високоповажних посадовців по вул. Осінній, 4/2, де були також квартири Б. М. Єльцина, В. С. Чорномирдіна, О. В. Коржакова. Останній написав у своїй книзі «Борис Єльцин: від сходу сонця до заходу»:
|  | Нашим сусідом по дому став письменник-сатирик Михайло Задорнов. Його дружба з Єльциним почалася ще у Юрмалі, під час відпочинку. Міша вмів розвеселити Бориса Миколайовича: смішно падав на корті, зумисне хибив, жартував. Й ось так, напівжартома, ввійшов у довіру… Після відпустки ми продовжили парні тенісні зустрічі. І раптом Задорнов потихеньку до мене звернувся: «Саша, я дізнався про новий будинок. А у мене дуже поганий район, у під’їзді п’яниці туалет влаштували. Поверхом вище взагалі алкоголік живе. Візьміть до себе». Ми взяли |

Михайло Задорнов вивів на велику естраду Максима Галкіна. Вони товаришували.
Сатирик добре знаний своїми критичними висловленнями на адресу сучасної західної (насамперед — американської) культури та відповідного способу життя. На знак протесту проти дискримінації збірної Росії на Зимовій Олімпіаді 2002 року закреслив у паспорті американську візу.
З 2006 року письменник виступає з численними любительськими вправами з етимології російських слів, що ігнорують усі досягнення науки у цій галузі.
|  | Як могло вийти, що такий розумний народ раптом зник з історії? Дуже давно на землі аріїв прийшов льодовик. Довелося нашим пращурам залишити насиджені північні краї та піти за сонцем. Так арії розсіялись — від слова «Рассєя» — на безліч племен, що живуть від Індії до Європи. Зате сонячне Ра поширилось на інші мови. Навіть до грецької та латини: Літерату-ра, культу-ра, г-ра-мота і… сати-ра Б-ра, люст-ра, ра-мпа, фа-ра… |

Попри відсутність будь-якої підтримки з боку професійних істориків та філологів, продовжував псевдонаукові «дослідження» з історії слов'янства та російської мови на потребу непрофесіоналів, через що піддавався критиці з боку професійних науковців.
У грудні 2009 року Задорнов відкрив у Ризі бібліотеку імені свого батька, Миколи Задорнова. Бібліотека була оголошена загальнодоступною та безкоштовною для усіх.
27 травня 2010 у селі Воскресенське Ленінградської області письменник представив суспільству пам'ятник няні О. С. Пушкіна Арині Родіонівні, виконаний скульптором Валерієм Шевченком у її зріст 160 см. Вага пам'ятника 500 кг. Михайло Миколайович виступив ініціатором проекту та головним спонсором, оплативши спорудження пам'ятника зі свого фонду. Урочисте відкриття віднесли до 211-ї річниці з дня народження поета.

### Смерть та поховання
2016 року в сатирика було діагностовано рак головного мозку. Лікувався в Німеччині і в одній з клінік країн Балтії.
Помер 10 листопада 2017 року у Москві.
Похований 15 листопада на головному цвинтарі міста Юрмала в Латвії.

## Музика
Пісня «Даду внедрьож», виконавця пана Дадуди, що виконує ніби Михайло Горбачов, нарізана з виступу Задорнова, де він висміює політика через його неграмотність. Ідею написати фейлетон надав Євген Петросян.
У рамцях концерту «Задорний день» Михайло періодично наспівує спеціальну музичну тему і навіть читає під неї монологи. На його офіційному сайті можна знайти мікси виступів, зроблених з Валерієм Царьковим (Dj Valer): «Захід-западня», «Російський новий рік», «Гиря», «Попса». Задорнов же стверджує, що в нього немає ані голосу, ані слуху, і що ведмідь не просто наступив йому на вуха, а й танцював на них.

## Пластика
Свої виступи Задорнов проводив стоячи, тримаючи у руках написану програму. Але згодом він почав включати до програми виступи гімнастів Ірини Казакової та Дмитра Булкіна. Він і сам виконував деякі вправи, зокрема розтягування, шпагат, ходив на руках, стояв на голові, здебільшого з брейк-командою Юді, з якою познайомився на шоу «Хвилина слави», де був у складі журі.

## Позиція щодо України та українців
У жовтні 2013 року, після боксерського бою Володимира Кличка і Олександра Повєткіна, у якому перемогу здобув Кличко, зробив заяву, в якій назвав західних українців зрадниками.
|  | Звичайно, я розумію західних українців, їх я не звинувачую. Вони завжди були зрадниками. Вони завжди лежали під Польщею. А поляки завжди зраджували Росію на догоду будь-яким західним інтересам. Маю право це говорити, тому що в мені є польська кров. |

5 січня 2014 року назвав українців, що стоять на Євромайдані, «єврохохлами» і заявив, що вони розійдуться, щойно його «перестануть утримувати олігархи».
У березні 2014 року підписав листа на підтримку політики президента Росії Путіна щодо російської військової інтервенції в Україну.
Гуморист також висміював українську армію та війська НАТО за нібито небоєздатність та слабкість перед російськими солдатами.

### Реакції
У жовтні 2014 року Державне агентство України з питань кіно закликало керівників телебачення та ЗМІ не допускати появи в ефірі та на шпальтах, зокрема, Михайла Задорнова через українофобські заяви та вчинки. Також Задорнов став персоною нон-грата в Україні.

## Жарт про збитий Боїнг
На одному з концертів Задорнов пожартував щодо трагедії з Боїнгом рейсу МН17: 
«Псакі видала точні причини падіння Boeing. Малайзійський Boeing, сказала вона, впав бо був важчий за повітря»
Насправді немає достовірних даних, що Дженніфер Псакі говорила такі слова. Проте подібна фраза була у виступі російського прокурора Чусовського району Андрія Далієва. 2010 року він коментував падіння МіГ-31 під час навчань у Пермському краї: 
«Літак впав з причини сили тяжіння, оскільки машина важча за повітря».